# Scelolyperus altaicus
Scelolyperus altaicus es una especie de insecto coleóptero de la familia Chrysomelidae.
Fue descrita científicamente en 1825 por Mannerheim.